# Gewichtheffen op de Olympische Zomerspelen 2012 – Klasse tot 48 kilogram vrouwen
Het gewichtheffen in de klasse tot 48 kilogram voor vrouwen op de Olympische Zomerspelen 2012 vond plaats op 28 juli 2012. Regerend olympisch kampioene was Chen Xiexia uit China.

## Records
Voorafgaand aan het toernooi waren dit de wereldrecords en de olympische records.
| Wereldrecord     | Trekken | Yang Lian     | 098 kg | Santo Domingo | 1 oktober 2006    |
| Wereldrecord     | Stoten  | Nurcan Taylan | 121 kg | Antalya       | 17 september 2010 |
| Wereldrecord     | Totaal  | Yang Lian     | 217 kg | Santo Domingo | 1 oktober 2006    |
| Olympisch record | Trekken | Nurcan Taylan | 097 kg | Athene        | 14 augustus 2004  |
| Olympisch record | Stoten  | Chen Xiexia   | 117 kg | Peking        | 9 augustus 2008   |
| Olympisch record | Totaal  | Chen Xiexia   | 212 kg | Peking        | 9 augustus 2008   |

## Uitslag
| Rang   | Naam                      | Land                   | Gewicht | Trekken (kg) | Trekken (kg) | Trekken (kg) | Trekken (kg) | Stoten (kg) | Stoten (kg) | Stoten (kg) | Stoten (kg) | Totaal |
| Rang   | Naam                      | Land                   | Gewicht | 1            | 2            | 3            | Score        | 1           | 2           | 3           | Score       | Totaal |
| ------ | ------------------------- | ---------------------- | ------- | ------------ | ------------ | ------------ | ------------ | ----------- | ----------- | ----------- | ----------- | ------ |
| Goud   | Wang Mingjuan             | China                  | 48      | 88           | 88           | 91           | 91           | 110         | 114         | 116         | 114         | 205    |
| Zilver | Hiromi Miyake             | Japan                  | 48      | 83           | 85           | 87           | 87           | 108         | 110         | 113         | 110         | 197    |
| Brons  | Ryang Chun-Hwa            | Noord-Korea            | 47.52   | 80           | 83           | 84           | 80           | 108         | 109         | 112         | 112         | 192    |
| 4      | Sirivimon Pramongkhol     | Thailand               | 47.23   | 78           | 80           | 82           | 82           | 106         | 108         | 109         | 109         | 191    |
| 5      | Nurdan Karagöz            | Turkije                | 47      | 80           | 83           | 84           | 83           | 104         | 107         | 107         | 104         | 187    |
| 6      | Honami Mizuochi           | Japan                  | 48      | 76           | 78           | 80           | 80           | 92          | 94          | 96          | 96          | 176    |
| 7      | Ngangbam Soniya Chanu     | India                  | 48      | 72           | 74           | 75           | 74           | 93          | 97          | 97          | 97          | 171    |
| 8      | Betsi Rivas               | Venezuela              | 47      | 68           | 70           | 70           | 70           | 92          | 96          | 98          | 98          | 168    |
| 9      | Beatriz Pirón             | Dominicaanse Republiek | 48      | 72           | 75           | 77           | 77           | 87          | 90          | 92          | 90          | 167    |
| 10     | Mélanie Bardis            | Frankrijk              | 48      | 70           | 73           | 75           | 73           | 88          | 91          | 93          | 93          | 166    |
| 11     | Lely Burgos               | Puerto Rico            | 48      | 65           | 70           | 70           | 65           | 87          | 92          | 92          | 92          | 157    |
| 12     | Nathalia Rakotondramanana | Madagaskar             | 48      | 55           | 55           | 60           | 55           | 75          | 80          | 82          | 80          | 135    |
| –      | Marina Sisoeva            | Oezbekistan            | 48      | 79           | 79           | 80           |              |             |             |             |             | DNF    |
| –      | Panida Khamsri            | Thailand               | 47      | 81           | 81           | 81           |              |             |             |             |             | DNF    |